# Ring Nationaler Schriftsteller (Österreich)
Der Ring Nationaler Schriftsteller (RnS) war ein völkisch gesinnter, antisemitisch ausgerichteter Verein in Österreich.

## Vereinsgeschichte
Der Ring nationaler Schriftsteller (RnS) wurde am 28. April 1933 durch die Fachgruppe Schrifttum des Kampfbundes für deutsche Kultur (Österreich) gegründet, wobei dem Schriftsteller Mirko Jelusich eine führende Rolle zukam. Der RnS wurde im Mai 1933 in den Mitteilungen des Kampfbundes für deutsche Kultur bereits als gegründet bezeichnet, das Ansuchen um „Nichtuntersagung“ des Vereins traf aber erst Mitte Juni 1933 beim Magistrat der Stadt Wien ein. Die Behörden hatten gegen die Gründung nichts einzuwenden, der RnS meldete sich aber nicht mehr und wurde deshalb aus dem Vereinsregister gestrichen. Vermutlich hatte das Verbot der NSDAP in Österreich vom 19. Juni 1933 wesentlich zur Untätigkeit des RnS beigetragen. Nach der Gründung des Bundes deutscher Schriftsteller Österreichs (BdSÖ) 1936 ging der RnS in diesen auf.

## Aufgaben und Ziele
Der RnS sah seine Aufgabe darin, „inmitten des heutigen Kulturverfalls die Werte des deutschen Wesens zu verteidigen und jede arteigene Äußerung kulturellen deutschen Wesens zu fördern.“ Ziel war es, „das deutsche Volk über die Zusammenhänge zwischen Rasse, Kunst und Wissenschaft, sittlichen und willenhaften Werten aufzuklären.“

## Mitglieder
Mitglieder des RnS waren unter anderem: Edmund Finke, Hermann Graedener, Robert Hohlbaum, Ludwig Huna, Karl Itzinger, Mirko Jelusich, Walter H. Kotas,  Ernst Kratzmann, Werner Riemerschmid, Friedrich Schreyvogl, Karl Springenschmid, Hermann Stuppäck, Ines Widmann und Karl Wache.